# Liste des évêques d'Arras

Cet article présente la liste des évêques du diocèse d'Arras.

## Ne figurent pas sur les listes
Créé en 499, le diocèse d'Arras devient un archidiaconé du diocèse de Cambrai de 510 à 1094.
- Saint Diogène († ca. 390), célébré le 22 mars ; sacré évêque par Nicaise de Reims, il a construit la première église d'Arras et a évangélisé l'Artois.
- Saint Vaast († 540), célébré le 6 février ; en 499, Remi de Reims le nomme évêque du diocèse d'Arras puis en 510 du diocèse de Cambrai.
- Saint Vindicien († 712).
- Saint Hadulphe († 728), donné comme évêque d'Arras et de Cambrai, célébré le 19 mai.
- Saint Jean I († 879), donné comme évêque d'Arras et de Cambrai, célébré le 5 août[2].

## Moyen Âge(1095-1499)
En 1095, le Concile de Clermont (1095) confirme l'érection, datant de 1093, de l'archidiaconé d'Arras en évêché diocésain dépendant de la province ecclésiastique de Reims.
- 1093-1115 : Lambert de Guînes
- 1115-1131 : Robert Ier
- 1131-1147 : Alvise
- 1150-1161 : Godescalc
- 1161-1173 : André I de Paris
- 1173-1174 : Robert II
- 1174-1183 : Fremold (variantes orthographiques : Frumauld ou Frumault), inhumé en l'église Saint-Nicolas-en-Cité d'Arras[3]
- 1184-1203 : Pierre Ier
- 1203-1221 : Raoul de Neuville
- 1221-1231 : Ponce
- 1231-1245 : Asson
- 1245-1247 : Fursy
- 1248-1259 : Jacques de Dinant
- 1259-1280 : Pierre II de Noyon, inhumé en l'église Saint-Nicolas-en-Cité d'Arras[3]
- 1282-1293 : Guillaume I d'Isy
- v. 1295 ? : Jean II Lemoine
- 1296-1316 : Gerardo I (Picalotti ?) di Paliano [4]
- 1316[5]-1320 : Bernard Royard
- 1320-1326 : Pierre III de Chappes
- 1326-1328 : Jean III du Plessis-Pasté
- 1328 : Thierry de Hérisson
- 1328-1329 : Pierre IV Roger de Beaufort, devenu pape sous le nom de Clément VI (1342-1352)
- 1331-1334 : André II Ghini de Malpighi
- 1334-1339 : Jean IV Mandevilain
- 1339-1344 : Pierre V Bertrand
- 1344-1361 : Aimery de Beaufort
- 1362-1369 : Gérard II de Dainville
- 1369-1370 : Adhémar Robert
- 1370-1371 : Étienne Ier
- 1371-1372 : Hugues I Faidit
- 1372-1391 : Pierre VI Masuyer
- 1391 ou 1392-1407 : Jean V Canard
- 1408-1426 : Martin Poré
- 1426-1438 : Hugues II de Cayeu
- 1438-1452 : Fortigaire de Plaisance
- 1453 : Jacques de Portugal
- 1453 : Denis de Montmorency
- 1453-1462 : Jean VI Jouffroy
- 1463-1499 : Pierre VII de Ranchicourt

## Époque moderne
- 1499-1501 : Jean VII Gavet
- 1501-1509 : Nicolas I Le Ruistre
- 1509-1512 : François I de Melun, puis évêque de Thérouanne (1513-1521)
- 1512-1515 : Philippe de Luxembourg
- 1515-1523 : Pierre VIII Accolti
- 1524-1538 : Eustache de Croÿ
- 1538-1559 : Antoine Perrenot de Granvelle
- 1561-1574 : François II Richardot
- 1575-1600 : Mathieu Moulart
- 1600-1602 : Jean VIII du Ploich
- 1602-1610 : Jean IX Richardot
- 1611-1626 : Hermann Ottemberg
- 1626-1635 : Paul Boudot
- 1637-1651 : Nicolas II Dufief (évêque non confirmé)
- 1651-1652 : Jean-Pierre Camus (administrateur)
- 1656-1670 : Étienne Moreau, inhumé en l'église Saint-Nicolas-en-Cité d'Arras[3]
- 1670-1724 : Guy de Sève de Rochechouart
- 1725-1752 : François III de Baglion de La Salle
- 1752-1769 : Jean X de Bonneguise
- 1769-1790 : Louis-François-Marc-Hilaire de Conzié, dernier évêque d'Arras d’Ancien Régime. Le diocèse est supprimé (1790)

## Évêques constitutionnels du Pas-de-Calais
- 1791-1793 : Pierre-Joseph Porion
- 1797-1801 : Mathieu Asselin

## Évêquesconcordataires
- 1802-1851 : Hugues III de La Tour d'Auvergne-Lauraguais
- 1851-1866 : Pierre-Louis Parisis
- 1866-1882 : Jean-Baptiste Joseph Lequette
- 1882-1884 : Guillaume II Meignan, transféré à Tours (1884)
- 1884-1891 : Désiré-Joseph Dennel
- 1892-1911 : Alfred-Casimir-Alexis Williez

## XXeetXXIesiècles
- 1911-1916 : Émile-Louis-Cornil Lobbedey
- 1917-1930 : Eugène Julien
- 1930-1945 : Henri-Édouard Dutoit, démissionnaire à la Libération
- 1945-1961 : Victor-Jean Perrin
- 1961-1984 : Gérard-Maurice-Eugène Huyghe
- 1985-1998 : Henri Derouet
- 1998-2020 : Jean-Paul Jaeger
- Depuis 2020 : Olivier Leborgne